# ایچری‌شهر

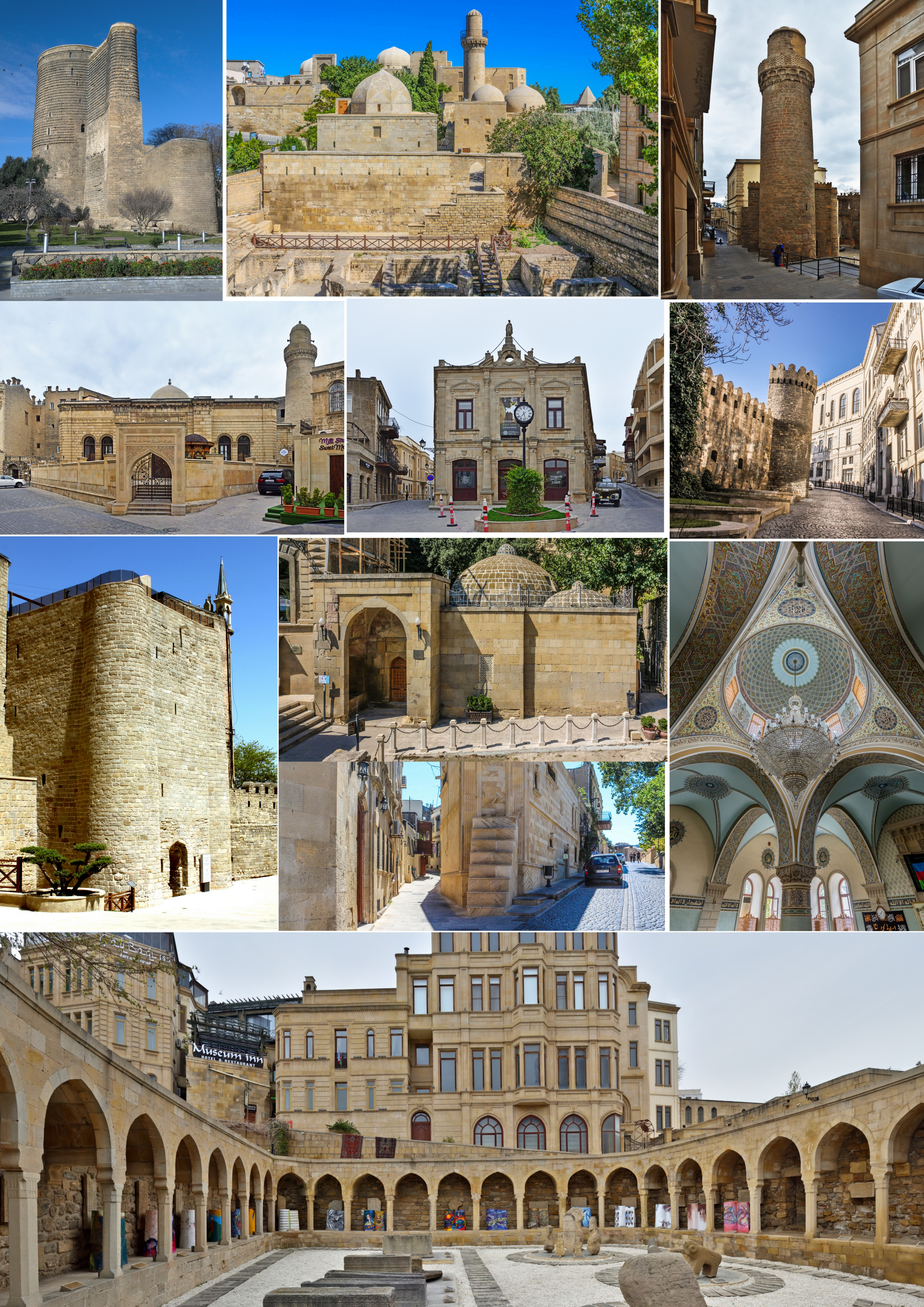
تصاویری از آثارتاریخی درون ایچری‌شهر

ایچری شهر (به ترکی آذربایجانی: İçəri Şəhər) بافت قدیم شهر باکو، که از آن با نام ارگ باکو نیز یاد می‌شود به‌تدریج مابین قرون ۱۱ تا ۱۹ میلادی ساخته شده‌است.
این شهر محصور از دوران پارینه‌سنگی تاکنون محل سکونت انسان بوده‌است و فرهنگ و تمدنهای مختلفی چون ساسانی، زرتشتی، شیروانی، ایرانی، عربی، عثمانی و روسی را در خود جای داده‌است.
این قسمت شهر در شمال غربی خلیج باکو واقع شده و جزو دیدنیترین مکان‌های باکو بشمار می‌رود که در سال ۲۰۰۰ میلادی در شمار میراث جهانی یونسکو قرار گرفت.
ایچری شهر دارای ۲۳ محله، ۲ کاروان سرا، ۳ چشمه آب، میدان بازار و... می باشد که جذاب‌ترین مکان آن قلعه دختر است.

## محلات
تعدادی از محله های مهم ایچری شهر شامل لیست زیر می باشد:
Seyyids : محله روحانیون
Aghshalvarlilar : قسمت اعیان نشین شهر که احتمالا شلوار های سفید به پا داشتند
Bozbashyemeyenler : افرادی که گوشت جزء وعده غذاییشان نبود
Gemichiler : محله کشتی سازان
Hamamchilar : محله کارگران حمام
Arabachilar : محله رانندگان چرخ دستی
Noyutchuler : محله کارگران نفت
Juhud Zeynallilar : محله یهودی ها
Lezgiler : محله داغستانی ها
Gilaklar : محله گیلک ها

## نگارخانه

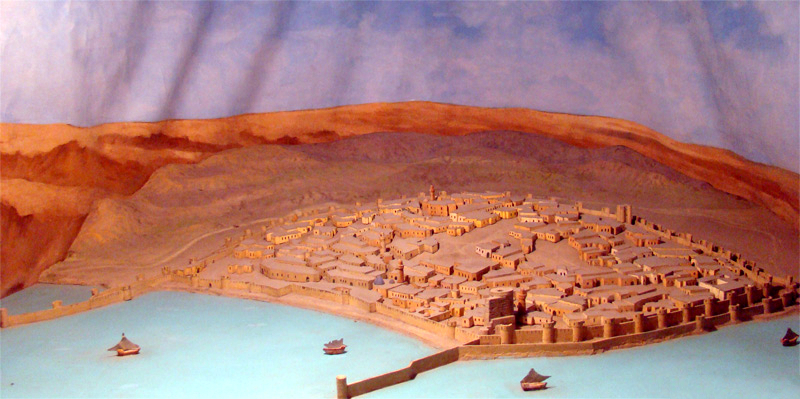
ماکت ایچری شهر باکو
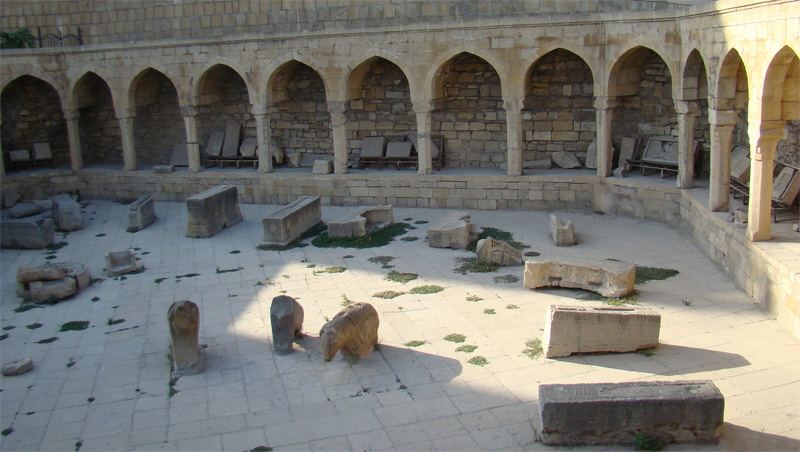
گورستان قدیمی ایچری شهر
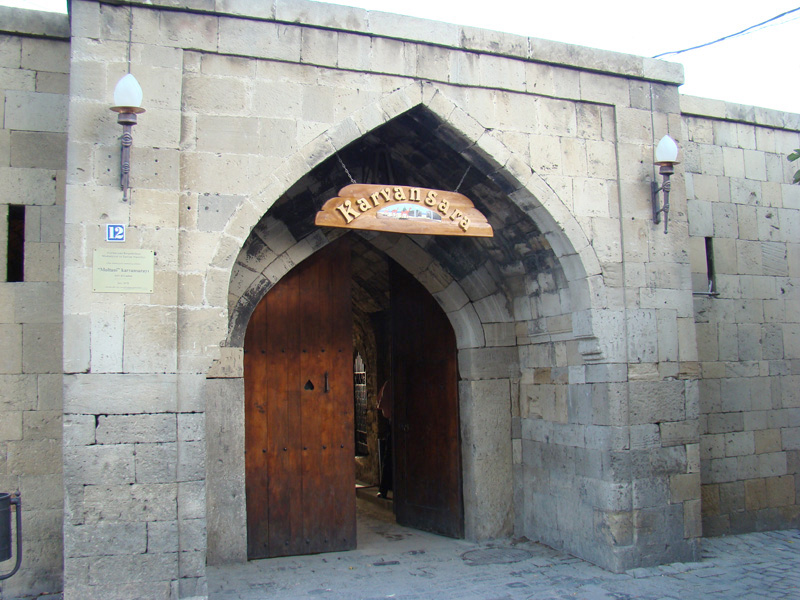
کاروانسرا ایچری شهر
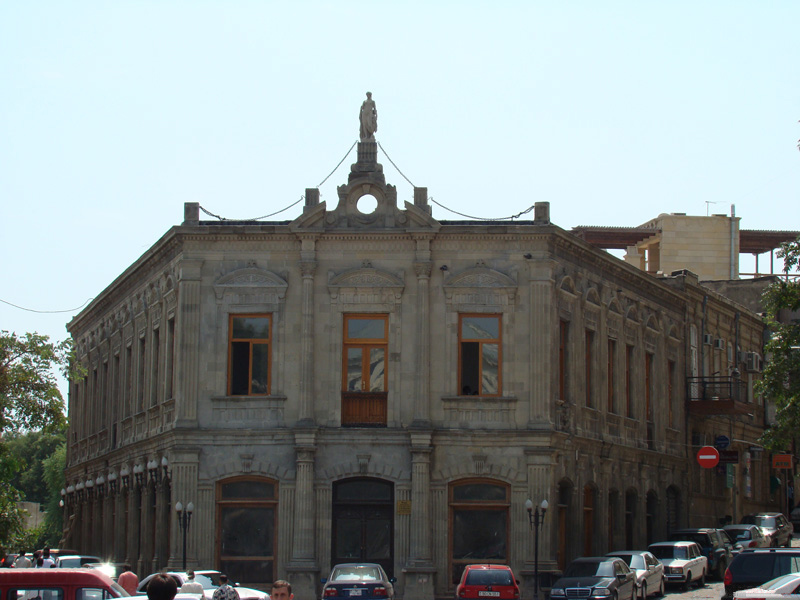
ایچری شهر باکو
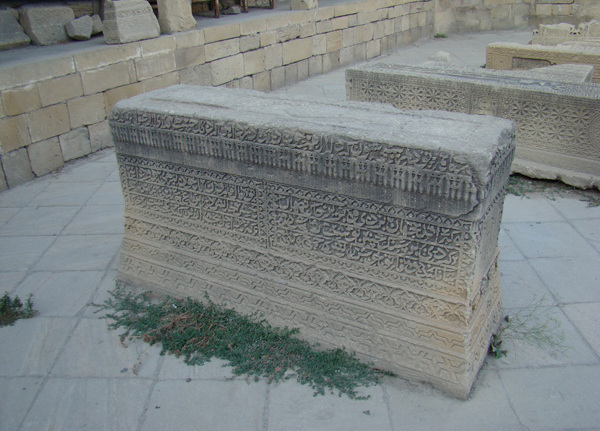
ایچری شهر باکو
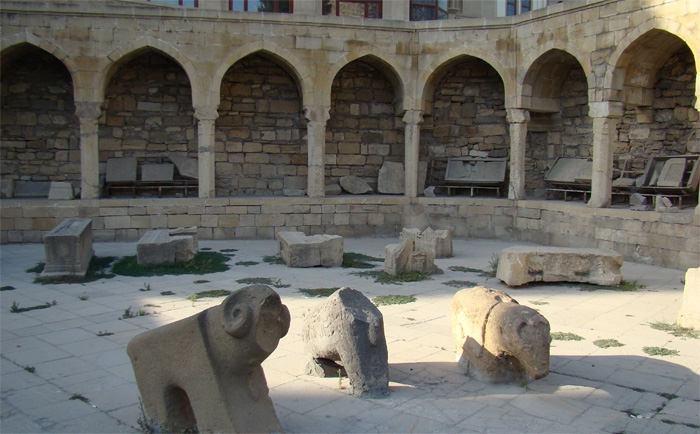
گورستان ایچری شهر باکو
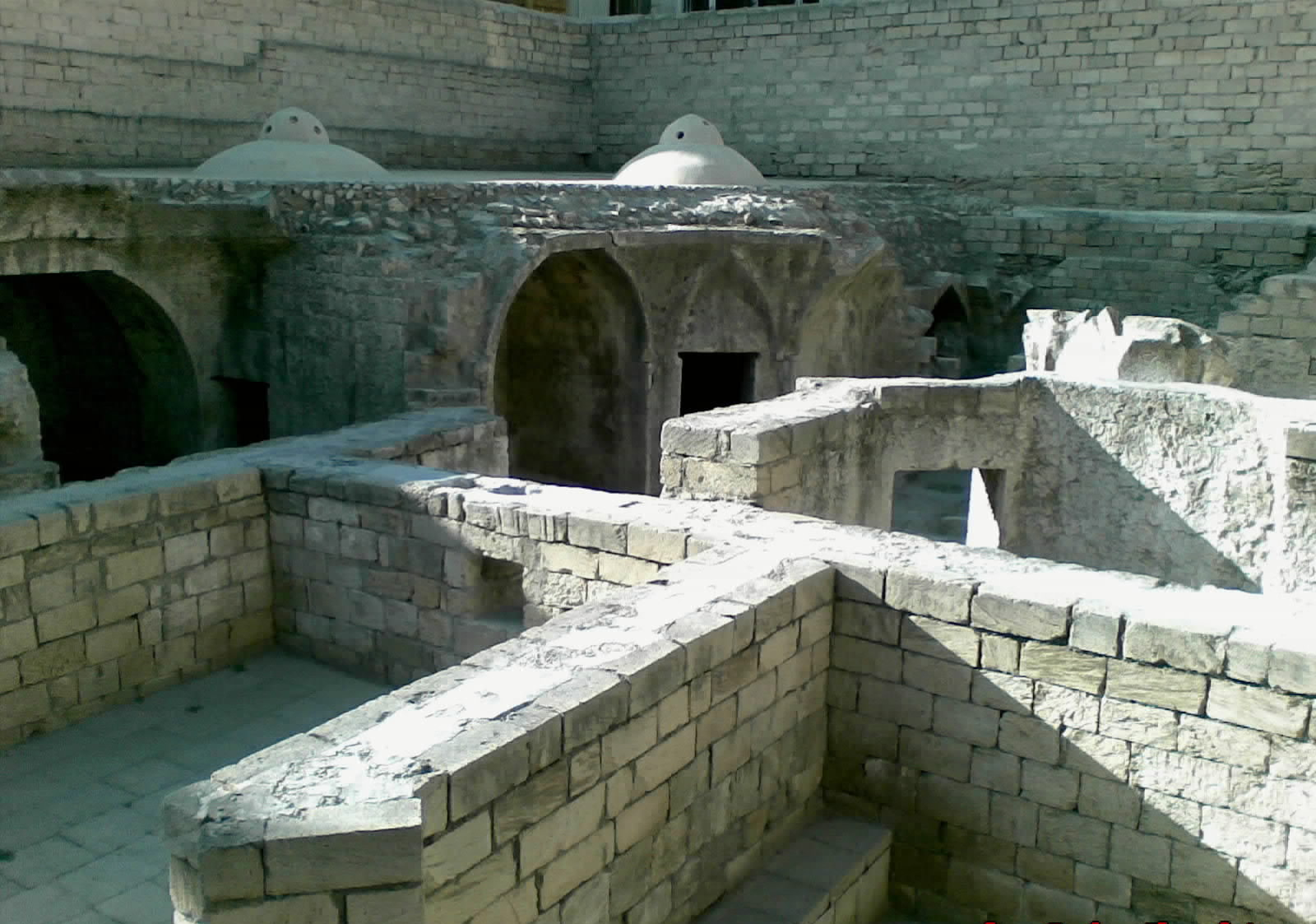
حمام شاه